# Club Calor
Club Calor ist ein mexikanischer Fußballverein aus Monclova, Coahuila. Seine Heimspielstätte ist das nach der in Monclova geborenen Langstreckenläuferin Nora Leticia Rocha benannte und rund 1500 Zuschauer fassende Estadio Nora Leticia Rocha.

## Geschichte
Der Verein wurde am 30. August 2001 gegründet. Seinen bisher größten Erfolg erzielte er in der Apertura 2022 mit dem Meistertitel in der viertklassigen Liga Premier Serie B.
Diesen Titel gewann der Club Calor trotz einer im Finalhinspiel erlittenen 1:2-Heimniederlage gegen die zweite Mannschaft der Alebrijes de Oaxaca, nachdem das Rückspiel mit 2:0 gewonnen wurde. 
Im Halbfinale der Clausura 2023 trafen diese beiden Mannschaften erneut aufeinander und diesmal setzten sich die Alebrijes mit 3:0 und 2:3 durch. Nachdem die Alebrijes die Rückrundenmeisterschaft der Saison 2022/23 gewonnen hatten, standen sich beide Mannschaften erneut im als Campeón de Campeones bezeichneten Gesamtsaisonfinale gegenüber.
Dieses war an Spannung kaum zu überbieten. Denn nach einem 2:0-Heimsieg der Alebrijes führte der Club Calor im Rückspiel nach der regulären Spielzeit mit demselben Ergebnis, so dass eine Verlängerung erforderlich wurde. In dieser erzielten beide Mannschaften je zwei Treffer zum 4:2-Endstand zu Gunsten der Gastgeber. Somit wurde ein Elfmeterschießen erforderlich, das die Alebrijes mit 3:2 zu ihren Gunsten entschieden.

## Erfolge
- Meister der Liga Premier Serie B: Apertura 2022